# 앤드류 테이트
에모리 앤드류 테이트 3세(영어: Emory Andrew Tate III, 1986년 12월 1일 ~ )는 미국계 영국인 인플루언서이자 전직 프로 킥복싱 선수이다. 킥복싱에 이어 테이트는 자신의 웹사이트를 통해 유료 강좌와 멤버십을 제공하기 시작했으며 나중에 온라인 인플루언서로 명성을 얻었다. 하지만 여러 망언과 인신매매 혐의로 여러 SNS에서 차단되었다.
인신매매 혐의로 주소를 숨기고 잠적했으나 SNS에 영상을 올려 2022년 12월 30일(한국기준) 체포되었다. 사실이 아닌 것으로 밝혀졌다.

## 어린 시절
에모리 앤더우 테이트 III 1986년 12월 1일, 워싱턴 DC에 있는 월터리드 미군의료센터에서 태어났다. 그는 혼혈이다. 그의 아프리카계 미국인 아버지 Emory Tate는 체스 국제 마스터였으며 그의 영국인 어머니는 케이터링 보조원으로 일했다. 그는 형제 트리스탄이 있다. 그는 일리노이주 시카고 와 인디애나주 고센 에서 자랐다. 그의 부모가 이혼한 후 그의 어머니는 두 형제를 영국으로 데려왔다. 테이트는 기독교 신앙으로 자랐다. 그는 5세 때 체스를 배웠고 어렸을 때 성인 토너먼트에 참가했다.

## 킥복싱 경력
그는 2005년부터 복싱 등 무술을 배우기 시작했고 생계를 위해 TV 광고 업계에서 일했다. 2008년 11월, 그는 국제 스포츠 킥복싱 협회 (ISKA)에서 영국 최고의 라이트 헤비급 킥복싱 선수 7위로 선정되었다. 2009년에는 Derby 에서 열린 British ISKA Full Contact Cruiserweight Championship에서 우승하면서 첫 우승을 차지했으며 유럽에서 자신의 디비전에서 1위를 차지했다. 테이트의 킥복싱 별명은 "킹 코브라 "였다.
2011년 테이트는 장 뤽 베누아와의 재대결에서 녹아웃 을 통해 첫 ISKA 세계 타이틀을 획득했으며, 이전에는 베누아에게 결정으로 패했다. 2012년 테이트는 주입 챔피언십 토너먼트에서 Franci Grajš에게 패했다. 패배하기 전에 그는 세계에서 두 번째로 좋은 라이트 헤비급 킥복서로 선정되었다. 2013년 테이트는 빈센트 쁘띠장과의 12라운드 경기에서 두 번째 ISKA 세계 타이틀을 획득하여 두 체급 부문에서 세계 챔피언이 되었다.

## 온라인 벤처
테이트의 웹사이트는 부를 축적하고 "남성과 여성의 상호 작용"에 대한 교육 과정을 제공한다. 웹 사이트에 따르면 그는 여자 친구를 직원으로 사용하여 웹캠 스튜디오 도 운영했다. 테이트와 그의 형제 트리스탄은 웹캠 사업을 시작하여 75명의 웹캠 모델을 고용하여 [2] 남성 발신자에게 "가짜 흐느낌 이야기 "를 판매했으며 그렇게 해서 수백만 달러를 벌었다고 주장했다. 그는 나중에 비즈니스 모델이 "완전한 사기"라고 말했다.
테이트는 Hustler's University를 운영했다. 이 플랫폼은 회원들이 월 49.99달러의 회비를 지불하고 사전 녹화된 비디오와 Discord 서버를 통해 암호 화폐, 카피라이팅, 전자상거래 와 같은 전통적인 고용 밖에서 돈을 버는 방법에 대한 교육을 받는 플랫폼이다. . 이 웹사이트는 회원들이 플랫폼에 다른 사람들을 모집하는 수수료를 받는 제휴 마케팅 프로그램을 사용했다. 테이트는 2022년에 Hustler's University 회원들이 참여를 극대화하기 위해 자신의 동영상을 소셜 미디어 플랫폼에 대량으로 게시하도록 장려함으로써 매우 유명해졌다. 2022년 8월 기준으로 웹사이트의 구독자는 100,000명이 넘었다. 같은 달에 아일랜드계 미국인 금융 서비스 회사인 Stripe 는 플랫폼 구독 처리를 중단했고 Hustler's University는 제휴 마케팅 프로그램을 종료했다. 서호주 대학의 마케팅 교수인 폴 해리건은 제휴 프로그램이 소셜 미디어 피라미드 계획 을 구성한다고 말했다.
Hustler's University가 폐쇄된 후 테이트는 2022년 10월에 "The Real World"라는 프로그램의 리브랜딩 버전을 시작했다.

## 개인 생활
2017년 Tate는 영국에서 루마니아로 이사했다. 그는 "모든 사람이 부패에 접근할 수 있는 국가에 사는 것"을 좋아하고 [1] 루마니아에서 강간 혐의를 받을 가능성이 적을 것이라고 믿었기 때문에 이사했다고 말했다. 또는 "CCTV 증거"인 반면 서구 세계 에서는 MeToo 운동 이 진행되는 동안 테이트는 "미래의 어느 시점에서든 여성이 당신의 삶을 파괴할 수 있다"고 말했다.
테이트는 기독교인으로 자랐고 나중에 무신론자가되었다. 2022년 초에 그는 다시 기독교인임을 밝히고 매달 루마니아 정교회에 16,000파운드의 십일조를 바쳤다고 말했다. 2022년 10월 두바이의 한 모스크에서 기도하는 영상이 입소문을 타자 그는 Gettr 계정을 통해 자신이 이슬람으로 개종했다고 공식 발표했다.